# Hundelingen
Hundelingen is een gehucht van Jeuk, gelegen ten noordwesten van het dorp en daaraan vastgebouwd.
Het bestaat uit enkele vierkantshoeven van omstreeks 1900, en ook was de Distilleerderij Snyers-Goyens hier actief. In deze, aan de Cicindria gelegen, landbouwstokerij werd graanjenever gestookt. De gebouwen, aan de Hundelingenstraat 42, stammen uit het begin van de 19e eeuw en zijn nog aanwezig. Ze maken deel uit van een gesloten vierkantshoeve.
Deelgemeenten: Boekhout · Borlo · Buvingen · Gingelom · Jeuk · Kortijs · Mielen-boven-Aalst · Montenaken · Muizen · Niel-bij-Sint-Truiden · Vorsen

Gehuchten: Hasselbroek · Heiselt · Hundelingen · Jeuk-Station · Klein-Jeuk · Klein-Vorsen

Belgische gemeenten · Arrondissement Hasselt · Limburg · Vlaanderen